# IC 2250
IC 2250 је галаксија у сазвјежђу Рак која се налази на листи објеката дубоког неба у Индекс каталогу.
Деклинација објекта је + 23° 37' 57" а ректасцензија 8h 16m 32,3s. Привидна величина (магнитуда) објекта IC 2250 износи 15,7 а фотографска магнитуда 16,5.